# Graduation Day
Graduation Day (conocida en México como Colegio infernal) es una película de terror, estrenada en 1981 por Troma Entertainment. Fue dirigida por Herb Freed y protagonizada por Christopher George, Patch Mackenzie, E. Danny Murphy, E.J. Peaker, Michael Pataki, Carmen Argenziano y Linnea Quigley.

## Sinopsis
Apenas unas semanas antes del día de su graduación, Laura Ramstred, la corredora estrella del equipo de atletismo de una escuela preparatoria, muere de un infarto durante el campeonato, poco tiempo después de que un asesino misteriosamente y espantosamente comienza a rondar y asesinar los otros miembros del equipo de atletismo (Paula, Sally, Ralph, Tony, Dolores, y Pete). Anne Ramstead, una alférez en la Armada de los Estados Unidos, que es la hermana mayor de Laura, llega al pueblo con la intención de descubrir al asesino.

## Reparto
- Christopher George como el Entrenador George Michaels.
- Patch Mackenzie como Anne Ramstead.
- Michael Pataki como el Director Guglione.
- E. J. Peaker como Blondie.
- E. Danny Murphy como Kevin Badger.
- Denise Cheshire como Sally.
- Linnea Quigley como Dolores.
- Bill Hufsey como Tony Fisk.
- Tom Hintnaus como Peter.
- Vanna White como Doris.
- Karen Abbott como Joanne.
- Linda Shayne como Paula Brentwood.
- Richard Balin como el Sr. Rodgers
- Carmen Argenziano como el Inspector Halliday.
- Virgil Frye como el Agente MacGregor.
- Ruth Ann Llorens como Laura Ramstead.
- Carl Rey como Ralph Johnson.
- Erica Hope como Diana.
- Beverly Dixon como Elaine Ramstead.
- Hal Bokar como Ronald Corliss.
- Deborah Dutch como Debra Darlin.
- Patrick White como el conductor del camión.
- Aaron Butler como el fotógrafo.
- Viola Kates Stimpson como la Sra. Badger
- Grant Loud como un cantante.
- Felony como ellos mismos.

## Recaudación
La película tuvo una recaudación de $23,894,000 en los Estados Unidos en contra de su presupuesto de $250,000.